# Dan Fogelberg
Daniel Grayling Fogelberg, más conocido por Dan Fogelberg (Peoria, Illinois; 13 de agosto de 1951-Deer Isle, Maine; 16 de diciembre de 2007), fue un cantante, compositor e instrumentista estadounidense cuya música se inspira en fuentes tan diversas como la popular, el pop, la música clásica, el jazz y el blue grass. Fue conocido por sus hits «Longer» (1980), «Leader of the Band» (1981) y «Same Old Lang Syne» (1981).

## Primeras etapas de la vida y la familia
Fogelberg, el menor de tres hijos, nació en Peoria, Illinois, hijo de Margaret Young, una pianista clásica, y Lawrence Peter Fogelberg, un director de banda escolar que pasó gran parte de su carrera en Peoria's Woodruff High School y Pekin High School La madre de Dan Fogelberg era una inmigrante escocesa y su padre era de ascendencia sueca. Su padre más tarde sería la inspiración para su canción Leader of the band. Usando libro de aprendizaje "Mel Bay" Dan aprendió de forma autodidacta a tocar la guitarra Slide Hawaiana que le había regalado su abuelo. También aprendió a tocar el piano. A los 14 años se unió a su primera banda The Clan, la cual se dedicaba a hacer Covers de The Beatles. Su segunda banda fue otra de Covers, The Coachmen, quienes en 1967 lanzaron dos sencillos escritos por Fogelberg, los cuales fueron grabados en Golden Voice Recording studio en South Pekin, Illinois, y lanzados con el sello Ledger Record's , "Maybe Time Will Let Me Forget" y "Don't Want to Lose Her".

## Temprana carrera musical
Después de graduarse de la Woodruff High School en 1969, Fogelberg estudió teatro y pintura en la universidad de Illinois en Urbana-Champaign mientras tocaba en sitios locales con una banda de folk-rock The Ship. Por esa época empezó a presentarse como cantante solista acústico en cafés locales. Uno de ellos fue The Red Herring, donde realizó su primera grabación como solista como parte de un festival Folk en 1971. Fue descubierto por Irving Azoff, quien había empezado su carrera como representante musical promoviendo a otro grupo de Champaign-Urbana, REO Speedwagon. Azoff envío a Dan a Nashville, Tennessee, con el fin de pulir sus habilidades. Ahí se convirtió en músico de sesión y grabó su primer álbum con el productor Norbert Putnam en 1972, Fogelberg lanza su álbum debut "Home Free" con una tibia respuesta por parte del público, sin embargo con el tiempo ganaría un disco de platino. Por esas fechas fue telonero de Van Morrison.

## Carrera musical
El segundo álbum de Fogelberg "Souvenirs" producido por Joe Walsh tuvo más éxito. La canción "Part of the Plan" se convirtió en el primer hit de Fogelberg. Después de "Souvenirs", fueron lanzados una cadena de discos de oro y de platino en ventas , incluyendo "Captured Angel" (1975) y "Nether Lands" (1977). En 1978 "Twin Sons of Different Mothers" es la primera de dos colaboraciones con el flautista de Jazz Tim Weisberg, el cual tuvo un gran éxito comercial con canciones como  "The Power of Gold". Phoenix, de 1979, alcanzó el top 10, con "Longer" llegando al número 2 en pop hits (y wedding standard) en 1980. La pieza alcanzó el número 59 de las listas en Reino Unido- su único registro en estas listas. El álbum alcanzó el número 42 entre la lista de álbumes de Reino Unido, de la misma forma su único registro en esta lista, fue seguido por "Heart Hotels" que alcanzaría el top 20 hits.  
"The Innocent Age", lanzado en octubre de 1981, fue el pico comercial y crítico de Fogelberg. El álbum doble contenía cuatro de sus más grandes éxitos "Same Old Lang Syne", "Hard to Say", "Leader of the Band", and "Run for the Roses". El tomo la inspiración de la novela de Thomas Wolfe "Of Time and the River". Su álbum 1982 "greatest hits" contenía dos nuevas canciones, que fueron lanzadas como sencillos: "Missing You" y "Make Love Stay." en 1984, lanzó el álbum "Windows and Walls", que contenía los sencillos "The Language of Love" y "Believe in Me."
Fogelberg lanzó "High Country Snows" in 1985. Grabado en Nashville, e incluyendo lo mejor del talento en la industria del bluegrass de la época. Vince Gill, Ricky Skaggs, Doc Watson, Jerry Douglas, David Grisman, Chris Hillman, and Herb Pedersen contribuyeron al disco. En un mundo definido por El como "life in the fast lane", Fogelberg describe la música como "life in the off-ramp". a finales de 1985, hace un cambio de velocidades y toma el camino con un grupo de amigos músicos,incluyendo a Joe Vitale and Rick Rosas, tocan blues en pequeños clubes en los alrededores de Colorado haciéndose llamar Frankie and the Aliens, interpretando canciones de Cream and Muddy Waters, entre otros. 1987 trae nuevo disco "heralded a return to rock with Exiles", un álbum que contiene "What You're Doing", una retrospectiva al viejo sonido de Stax Records que se popularizó durante los años 60s. "The Wild Places", un álbum que tuvo como tema la preservación de la naturaleza fue lanzado en 1990 seguido por una gira. su "live Greetings From The West album", y el film del concierto completo con segmentos de entrevistas del mismo nombre fueron lanzados en 1991.
"River of Souls", lanzado en 1993, fue un álbum de estudio para Sony Records. En 1997, "The box set Portrait" recopilaba su carrera con 4 discos, cada uno resaltando una faceta diferente de su música "Ballads", "Rock and Roll", "Tales and Travels", y "Hits". En 1999, publicó un álbum de Navidad, "The First Christmas Morning", y en 2003, "Full Circle showcased", un regreso a su influencia Folk de los 70s con un estilo de soft rock.
En mayo de 2017 un álbum en vivo con la presentación de Fogelberg en el  Carnegie Hall en 1979 fue publicado.

## Vida privada
Fogelberg se casó tres veces: con Maggie Slaymaker, una bailarina de Nashville, entre 1982 y 1985; con Anastasia Savage, una enfermera y artista de Luisiana, entre 1991 y 1996; y con la música Jean Marie Mayer, entre 2002 y 2007. No tuvo hijos en ninguno de sus matrimonios.
Por 25 años vivió en Maine pero mantuvo la ubicación exacta en secreto; solo tras su muerte sus fanes supieron que su casa estaba en Deer Isle con vista a Eggemoggin Reach.
En mayo de 2004 Fogelberg fue diagnosticado con cáncer de próstata avanzado. Tras una sufrida terapia, tuvo una remisión parcial. El 13 de agosto de 2005, su cumpleaños 54, anunció el éxito de su tratamiento contra el cáncer y que aunque no tenía planes inmediatos de regresar a hacer música dejaba la opción abierta. Sin embargo el cáncer regresó, y el 16 de diciembre de 2007, Fogelberg murió a la edad de 56 años en su hogar de Deer Isle. Sus cenizas fueron esparcidas en el océano Atlántico.
La viuda de Fogelberg anunció que la canción escrita y grabada por Fogelberg para ella con motivo del día de San Valentín de 2005 "Sometimes a Song" sería vendida en internet y todo lo recaudado iría a the Prostate Cancer Foundation. La canción fue publicada el día de San Valentín de 2008 y fue también incluida en el CD lanzado en septiembre de 2009 titulado Love in Time, una colección de once canciones inéditas.

## Legado
En tributo a Fogelberg y a su familia, la ciudad de Peoria renombró Abington Street en the city's East Bluff neighborhood "Fogelberg Parkway". La calle corre a lo largo de la parte noreste de Woodruff High School, la alma mater de Fogelberg, y donde su Padre era Profesor y Director de la Banda. Fogelberg Parkway continua por el noroeste, y después al oeste, por la intersección de N. Prospect y E. Frye, la ubicación de la tienda de conveniencia donde Fogelberg corrió tras de su amor de escuela una Navidad un episodio descrito en su canción "Same Old Lang Syne".[10]
Un grupo de fanes de Fogelberg reunió fondos para crear un monumento a su memoria. El jardín a la memoria está ubicado en Riverfront Park, y fue dedicado en una ceremonia el 28 de agosto de 2010.[10]
Un musical con la música de Fogelberg, titulado Part of the Plan, fue estrenado el 8 de septiembre de 2017, en el Tennessee Performing Arts Center (TPAC) en Nashville.[13]

## Discografía

### De estudio
- 1972: Home Free (Epic)
- 1974: Souvenirs (Epic)
- 1975: Captured Angel (Epic)
- 1977: Nether Land (Epic)
- 1979: Phoenix (Epic)
- 1981: The Innocent Age (Epic) (Doble)
- 1984: Windows and Walls (Epic)
- 1985: High Country Snows (Epic)
- 1987: Exiles (Epic)
- 1990: The Wild Places (Epic)
- 1993: River of Souls
- 1999: The First Christmas Morning
- 2003: Full Circle
- 2009: Love in Time

### ConTim Weisberg
- 1978: Twin Sons of Different Mothers
- 1995: No Resemblance Whatsoever

### En directo
- 1991: Dan Fogelberg Live: Greetings from the West (Doble)
- 2000: Live: Something Old New Borrowed & Some Blues
- 2017: Live at the Carnegie Hall

### Recopilatorios
- 1982: Greatest Hits
- 1997: Portrait: The Music of Dan Fogelberg  (Box-Set, 4 CD)